# Copa Latina 1995 (rugby)
La Copa Latina de 1995 fue la primera edición del cuadrangular de rugby que se disputó en octubre de ese año a una ronda y con dos fechas celebradas en la ciudad de Buenos Aires y la restante en San Miguel de Tucumán, en Argentina. El equipo local que venía de ganar el Sudamericano de 1995 recibió a 3 seleccionados europeos, entre el que se encontraba el francés clasificado en la 3.ª posición de la reciente Copa Mundial de 1995.

## Equipos participantes
- Selección de rugby de Argentina (Los Pumas)
- Selección de rugby de Francia (Les Bleus)
- Selección de rugby de Italia (Azzurri)
- Selección de rugby de Rumania (Stejarii)

## Posiciones
| Pos. | Equipo    | Encuentros | Encuentros | Encuentros | Encuentros | Tantos  | Tantos    | Tantos     | Puntos |
| Pos. | Equipo    | jugados    | ganados    | empatados  | perdidos   | a favor | en contra | diferencia | Puntos |
| ---- | --------- | ---------- | ---------- | ---------- | ---------- | ------- | --------- | ---------- | ------ |
| 1    | Francia   | 3          | 3          | 0          | 0          | 133     | 42        | + 91       | 6      |
| 2    | Argentina | 3          | 2          | 0          | 1          | 89      | 69        | + 20       | 4      |
| 3    | Italia    | 3          | 1          | 0          | 2          | 68      | 63        | + 5        | 2      |
| 4    | Rumania   | 3          | 0          | 0          | 3          | 27      | 143       | - 116      | 0      |

Nota: Se otorgan 2 puntos al equipo que gane un partido, 1 al que empate y 0 al que pierda

## Resultados[2]

### Primera fecha
| 14 de octubre 15:00 | Francia | 34 - 22 | Italia | Estadio Arquitecto Ricardo Etcheverri, Buenos Aires, Argentina |                                                           |
|                     |         | Reporte |        | Asistencia: 2.000 espectadores Árbitro(s): Niculae Chiciu      | Asistencia: 2.000 espectadores Árbitro(s): Niculae Chiciu |

| 14 de octubre | Argentina | 51 - 16 | Rumania | Estadio Arquitecto Ricardo Etcheverri, Buenos Aires, Argentina |                                    |
|               |           | Reporte |         | Árbitro(s): Nicolas Lasaga Francia                             | Árbitro(s): Nicolas Lasaga Francia |

### Segunda fecha
| 17 de octubre 19:15 | Francia | 52 - 8  | Rumania | Estadio Monumental José Fierro, Atlético, San Miguel de Tucumán, Argentina |                                                          |
|                     |         | Reporte |         | Asistencia: 3.000 espectadores Árbitro(s): Efrahim Sklar                   | Asistencia: 3.000 espectadores Árbitro(s): Efrahim Sklar |

| 17 de octubre | Argentina | 26 - 6  | Italia | Estadio Monumental José Fierro, Tucumán, Argentina |                                    |
|               |           | Reporte |        | Árbitro(s): Nicolas Lasaga Francia                 | Árbitro(s): Nicolas Lasaga Francia |

### Tercera fecha
| 21 de octubre 17:00 | Argentina | 12 - 47 | Francia | Estadio Arquitecto Ricardo Etcheverri, Buenos Aires, Argentina |                                                               |
|                     |           | Reporte |         | Asistencia: 12.000 espectadores Árbitro(s): Giovanni Morandin  | Asistencia: 12.000 espectadores Árbitro(s): Giovanni Morandin |

| 21 de octubre | Italia | 40 - 3  | Rumania | Estadio Arquitecto Ricardo Etcheverri, Buenos Aires, Argentina |                           |
|               |        | Reporte |         | Árbitro(s): Efrahim Sklar                                      | Árbitro(s): Efrahim Sklar |

| Bandera de Francia |
| Campeón Francia    |
| Primer título      |